# レモンド・ドラローシュ

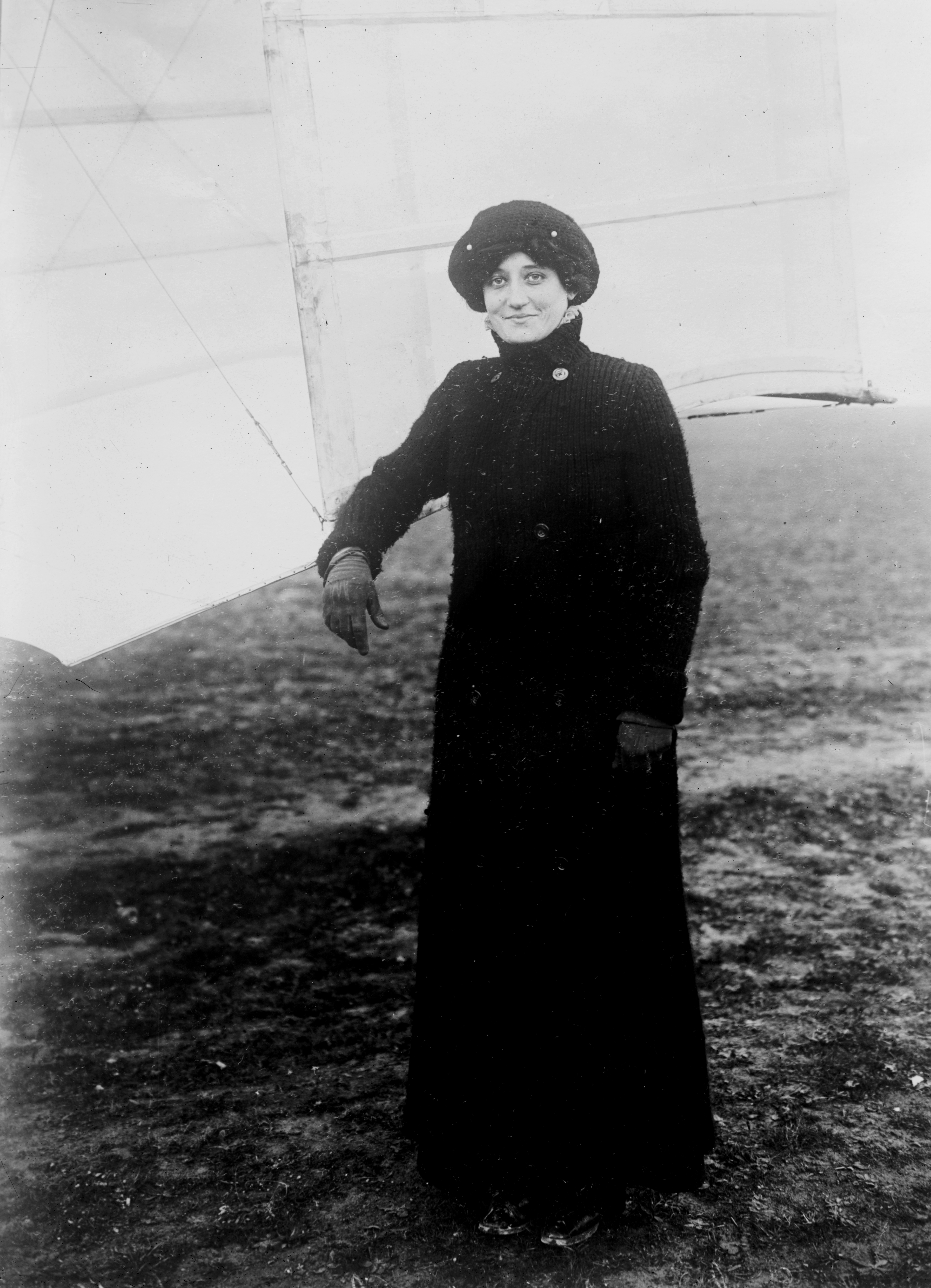
Raymonde de Laroche

レモンド・ドラローシュ（Raymonde de Laroche、本名：エリス・レモンド・ドローシェ(Elise Raymonde Deroche)、1886年8月22日 - 1919年7月18日）はフランスの女性パイロットである。1910年に最初に飛行ライセンスを取得した女性パイロットである。

## 生涯・業績
最初の飛行の後、バロネスと報じられたが、配管工の娘で、女優となり、レモンド・ドラローシュは芸名である。息子がおり、父親は芸術家で飛行家のレオン・ドラグランジュであるとされている。1909年10月にシャルル・ヴォワザンに飛行機の操縦を学ぶように勧められた時には気球の操縦に習熟していた。
1909年10月22日、パリから140km離れたChalonsのヴォワザン兄弟の実験場で、訓練中に270mの飛行を行った。それまで同乗者として一度の短い飛行（hop）の経験しておらず、ヴォワザンから離陸することは禁じられていたが、2度の滑走訓練中の後、離陸し10から15フィートの高さで飛行し、冷静に操縦したとされる。この飛行は女性の飛行として報道で大げさに報じられた。最初の女性の飛行とされることもあるが、同乗者としての女性の飛行としては、1908年10月にハート・O・ベルグ(Hart O. Berg)がウィルバー・ライトの操縦する飛行機に同乗した記録があり、1909年9月27日にテレーズ・ペルティエ(Thérèse Peltier)が200mの単独飛行を行ったという記録もある。
1910年3月8日国際飛行連盟が発行した36番目の飛行ライセンスをフランス飛行クラブから受け取り、最初の飛行ライセンスを得た女性となった。1910年7月にヴォワザン機でランスの飛行大会に参加した。7月8日、墜落し再起が危ぶまれるほどの負傷を負うが、2年後飛行家として復帰した。1912年9月26日にはシャルル・ヴォワザンが死んだ交通事故で、ドラローシュも負傷した。1913年11月25日に、フランス飛行クラブの女性パイロットの大会で4時間以上の飛行を記録し、無着陸飛行距離の部門で優勝した。
第一次世界大戦中は飛行業務は女性には危険だと考えられていたので、軍高官の運転手として働いた。1919年6月、高度4,800mを飛行し、女性の飛行の高度記録と、323kmの記録の長距離飛行記録をつくった。
1919年7月18日、テスト・パイロットになるためにLe Crotoyの飛行場を訪れ、副操縦士として試作機に乗り込んだ。ドラローシュが操縦していたかどうかは知られていないが、試作機は着陸時に墜落し、操縦士とドラローシュは死亡した。
ル・ブルジェ空港にドラローシュの像が造られている。